# Selezioni giovanili della nazionale maschile di pallavolo della Georgia
Le selezioni giovanili della nazionale maschile di pallavolo della Georgia sono gestite dalla federazione pallavolistica della Georgia e partecipano ai tornei pallavolistici internazionali per squadre nazionali maschili limitatamente a specifiche classi d'età.

## Under-22
La selezione nazionale Under-22 rappresenta la Georgia nelle competizioni internazionali dove il limite di età è di 22 anni.
Non ha mai preso parte ad alcun torneo ufficiale.

## Under-21
La selezione nazionale Under-21 rappresenta la Georgia nelle competizioni internazionali dove il limite di età è di 21 anni.
Non ha mai preso parte ad alcun torneo ufficiale.

## Under-20
La selezione nazionale Under-20 rappresenta la Georgia nelle competizioni internazionali dove il limite di età è di 20 anni.
Non ha mai preso parte ad alcun torneo ufficiale.

## Under-19
La selezione nazionale Under-19 rappresenta la Georgia nelle competizioni internazionali dove il limite di età è di 19 anni.
| Festival olimpico estivo della gioventù europea | Festival olimpico estivo della gioventù europea |
| Edizione                                        | Piazzamento                                     |
| ----------------------------------------------- | ----------------------------------------------- |
| 2003                                            | non qualificata                                 |
| 2009                                            | non qualificata                                 |
| 2011                                            | non qualificata                                 |
| 2013                                            | non qualificata                                 |
| 2015                                            | 8º posto                                        |
| 2017                                            | non qualificata                                 |
| 2019                                            | non qualificata                                 |
| 2021                                            | non qualificata                                 |
| 2023                                            | non qualificata                                 |

NB: Il XVI Festival olimpico estivo della gioventù europea (edizione del 2021) si è svolto eccezionalmente nel 2022 con nazionali Under-20.

## Under-18
La selezione nazionale Under-18 rappresenta la Georgia nelle competizioni internazionali dove il limite di età è di 18 anni.
| Campionato europeo | Campionato europeo |
| Edizione           | Piazzamento        |
| ------------------ | ------------------ |
| 2018               | non qualificata    |
| 2020               | non qualificata    |
| 2022               | 11º posto          |

## Under-17
La selezione nazionale Under-17 rappresenta la Georgia nelle competizioni internazionali dove il limite di età è di 17 anni.
Non ha mai preso parte ad alcun torneo ufficiale.